# Діаграма O−C
Діаграма {\displaystyle O-C} (Observed − Calculated) у найширшому сенсі — діаграма, що демонструє залежність розбіжності у часі спостережуваного моменту будь-якої події та очікуваного. Діаграма {\displaystyle O-C} використовується як інструмент вивчення періодичних процесів в астрономії, особливо для змінних зір і в небесній механіці.

## Опис

Діаграма O−C для двох змінних зір у скупченні M 5

Назва діаграми походить від англійських слів Observed і Calculated, які означають, відповідно, «спостережуване» та «обчислене». Відповідно, величина {\displaystyle O-C} є різницею спостережуваного часу будь-якої періодичної події та обчисленого часу в межах перної теоретичної моделі. Діаграма залежності цієї величини від часу називається діаграмою {\displaystyle O-C}.
Наприклад, для змінних зір із строго періодичними змінами блиску часи досягнення максимуму або мінімуму можуть обчислюватися за теоретичною формулою {\textstyle T_{E}=T_{0}+PE} . Тут {\displaystyle P} — період змінності, {\displaystyle T_{0}} — момент довільного максимуму або мінімуму, а {\displaystyle E} — кількість повних періодів, що минули з моменту {\displaystyle T_{0}}. Тоді, якщо {\displaystyle T_{0}} і {\displaystyle P} визначені правильно та {\displaystyle P} не змінюється, то спостережуваний і обчислюваний момент завжди збігатимуться, і {\displaystyle O-C} завжди дорівнюватиме нулю. Якщо ж {\displaystyle P} визначено неправильно, то {\displaystyle O-C} зростатиме лінійно, на величину помилки з кожним максимумом. А якщо період змін блиску змінюється, то зміна {\displaystyle O-C} стає нелінійною, і різний характер зміни періоду призводитиме до різного виду діаграми. Наприклад, рівномірна зміна періоду обертання утворює на діаграмі параболу, а раптова зміна періоду дає діаграму, що складається з двох прямих з різним нахилом і різким зламом між ними.